# Cúp FA Hàn Quốc 2004
Cúp FA Hàn Quốc 2004, hay Cúp FA Hana Bank vì lý do tài trợ, là mùa giải thứ 9 của Cúp FA Hàn Quốc.

## Kết quả

### Vòng Sơ loại

#### Vòng Một
|  | v |  |
|  | - |  |
|  |   |  |

#### Vòng Hai
| Đại học Ajou                                                   | 4 – 0 | Pohang City |
| -------------------------------------------------------------- | ----- | ----------- |
| Kim Jae-Sung 57', 90+1' · Choi Hyo-Jin 73' · Kim Keun-Seob 87' |       |             |

| Yongin City                             | 3 – 0 | Gwangju FC |
| --------------------------------------- | ----- | ---------- |
| Jeong Woon-Ki 32', 68' · Kim Il-Nam 77' |       |            |

| Đại học Hongik                                                     | 5 – 0 | Kyongshin Cable |
| ------------------------------------------------------------------ | ----- | --------------- |
| Lee Jin-Seok 14', 20', 23' · Jang Hyo-Deok 17' · Kim Young-Jun 73' |       |                 |

| Đại học Dongeui                                                                             | 7 – 1 | Guri EOS       |
| ------------------------------------------------------------------------------------------- | ----- | -------------- |
| Seo Ju-Hong 15', 37', 42' · Park Chun-Sin 23', 48' · Kim Woong-Kwon 58' · Yang Sun-Wook 62' |       | Jo Ju-Nyun 89' |

| Đại học Jeonju                                                              | 4 – 0 | Main Soccer |
| --------------------------------------------------------------------------- | ----- | ----------- |
| Jang Sung-Ho 20' · Lee Sang-Joon 58' · Kim Man-Hee 65' · Lim Jeong-Deok 73' |       |             |

| Đại học Hanmin                                              | 3 – 2 | Soccer Mania                            |
| ----------------------------------------------------------- | ----- | --------------------------------------- |
| Choi Kyung-Joon 50' · Lee Byung-Joon 85' · Park Ho-Dong 88' |       | Jung Sang-Nam 24' · Jeon Tae-Hoon 90+1' |

| Đại học Kyungil | 0 – 3 | JEI Education FC                           |
| --------------- | ----- | ------------------------------------------ |
|                 |       | Kwak Sang-Yoon 6', 71' · Gong Jae-Seob 52' |

| Đại học Yong-In    | 1 – 2 | Paju Bumwoo                                      |
| ------------------ | ----- | ------------------------------------------------ |
| Kim Seon-Young 51' |       | Park Byung-Seon 13' · Yoon Gwang-Seob 66' (l.n.) |

| Đại học Kyunghee                                   | 3 – 0 | Bongshin Club |
| -------------------------------------------------- | ----- | ------------- |
| Kim Hyeok 51' · Kim Hyung-Il 55' · Lee Tae-Woo 75' |       |               |

| World Cyber College               | 2 – 2 | Bundang Joma                        |
| --------------------------------- | ----- | ----------------------------------- |
| Seo Won-Joon 30' · Kang In-Su 58' |       | Kim Seung-Jun 14' · Jo Il-Haeng 46' |
| Loạt sút luân lưu                 |       |                                     |
|                                   | 2 – 3 |                                     |

| Đại học Myongji    | 1 – 0 | Hyundai Cars |
| ------------------ | ----- | ------------ |
| Lee Seung-Hwan 80' |       |              |

| Gangneung City                                               | 4 – 0 | Union FC |
| ------------------------------------------------------------ | ----- | -------- |
| Lee Seung-Won 20' · Jung Tae-Ryung 55', 56' · Lim Da-Han 64' |       |          |

| Gimpo Helleluja                                                 | 5 – 1 | Sinu Club        |
| --------------------------------------------------------------- | ----- | ---------------- |
| Yoon Ha-Ro 24', 66' · Lee Sung-Kil 36', 67' · Song Dong-Jun 41' |       | Kim Ki-Jeong 74' |

| Ulsan Hyundai Mipo Dolphin                                       | 5 – 1 | Industrial Bank of Korea |
| ---------------------------------------------------------------- | ----- | ------------------------ |
| Park Hee-Wan 10' · Yang Ji-Hoon 17' · Kim Young-Ki 50', 63', 88' |       | Park Du-Jeong 51'        |

| Daejeon Korea Hydro & Nuclear Power                                                          | 5 – 0 | Chungju Solveige |
| -------------------------------------------------------------------------------------------- | ----- | ---------------- |
| Kim Hong-Ki 8' · Jeong Choong-Jin 38' · Yoo Jin-O 57' · Kim Jung-Hyun 85' · Nam Woong-Ki 87' |       |                  |

NB: Daejeon Korea Hydro & Nuclear Power FC bỏ giải trước vòng Một.

### Vòng Chung kết

#### Vòng 32 đội
- Đi tiếp: Jeonbuk Hyundai Motors (vô địch Cúp FA Hàn Quốc 2003)

| Đại học Ajou                                                      | 5 – 0 | Bundang Joma |
| ----------------------------------------------------------------- | ----- | ------------ |
| Choi Myung-Sung 4' · Jo Yong-Ki 22', 45+2', 52' · Ahn Jae-Gon 65' |       |              |

| Đại học Hongik | 0 – 4 | Busan I'cons                                          |
| -------------- | ----- | ----------------------------------------------------- |
|                |       | No Jung-Yoon 33', 65' · Do Hwa-Sung 44' · Adriano 61' |

| Suwon Samsung Bluewings              | 2 – 1 (h.p) | Đại học Jeonju    |
| ------------------------------------ | ----------- | ----------------- |
| Kim Ki-Bum 50' · Yoon Hwa-Pyung 100' |             | Lee Sang-Keun 28' |

| Đại học Konkuk | 0 – 1 | JEI Education FC  |
| -------------- | ----- | ----------------- |
|                |       | Choi Keun-Jin 37' |

| Gimpo Helleluja                                           | 3 – 1 | Daegu FC                |
| --------------------------------------------------------- | ----- | ----------------------- |
| Lee Joo-Sang 56' · Sung Ho-Sang 82' · Kim Cheol-Min 90+2' |       | Ha Eun-Chul 87' (ph.đ.) |

| Incheon United    | 1 – 1 (h.p) | Incheon Korea National Railroad |
| ----------------- | ----------- | ------------------------------- |
| Seo Ki-Bok 63'    |             | Park Won-Ha 87'                 |
| Loạt sút luân lưu |             |                                 |
|                   | 4 – 5       |                                 |

| Gangneung City    | 1 – 3 | Ulsan Hyundai Horangi                                     |
| ----------------- | ----- | --------------------------------------------------------- |
| Jeong Sang-Mo 66' |       | Daniel Mendes 17' · Yoo Kyung-Ryul 27' · Kim Jin-Yong 32' |

| Goyang KB Kookmin Bank                             | 3 – 1 | Đại học Hanmin    |
| -------------------------------------------------- | ----- | ----------------- |
| Kim Jae-Gu 22' · Go Min-Ki 29' · Kim Yoon-Dong 87' |       | Baek Hyung-Do 88' |

| Chunnam Dragons    | 1 – 0 | Ulsan Hyundai Mipo Dolphin |
| ------------------ | ----- | -------------------------- |
| Kim Hong-Cheol 88' |       |                            |

| Đại học Kyunghee | 0 – 4 | Daejeon Citizen                                           |
| ---------------- | ----- | --------------------------------------------------------- |
|                  |       | Luciano Valente 45' · Jang Hyun-Kyu 76' · Alison 79', 83' |

| Seongnam Ilhwa Chunma   | 1 – 3 | Suwon City                                       |
| ----------------------- | ----- | ------------------------------------------------ |
| Kim Do-Hoon 78' (ph.đ.) |       | Ko Jae-Hyo 24' · Kim Han-Won 59' · Lee Ki-Bu 87' |

| Yongin City | 0 – 9 | Gwangju Sangmu |
| ----------- | ----- | --- |
|             |       | Jeon Woo-Keun 18' · Park Jung-Hwan 22' · Park Yoon-Hwa 31' · Oh Jung-Seok 36', 52', 58' · Yoon Bo-Young 62' · Han Jung-Hwa 65' · ? ?' |

| FC Seoul                                                                                  | 10 – 1 | Paju Bumwoo         |
| ----------------------------------------------------------------------------------------- | ------ | ------------------- |
| Wang Jung-Hyun 17', 39', 41', 45' · Jung Jo-Gook 49', 54', 61', 73' · Lee Ji-Nam 59', 65' |        | Park Jeong-Seon 51' |

| Đại học Dongeui   | 1 – 0 | Pohang Steelers |
| ----------------- | ----- | --------------- |
| Tak Kyung-Nam 64' |       |                 |

| Bucheon SK                                         | 3 – 0 | Đại học Myongji |
| -------------------------------------------------- | ----- | --------------- |
| Ko Ki-Gu 16' · Kim Ki-Hyung 30' · Cho Hyun-Doo 32' |       |                 |

#### Vòng 16 đội
| Đại học Ajou | 0 – 3 | Jeonbuk Hyundai Motors               |
| ------------ | ----- | ------------------------------------ |
|              |       | Paulo Rink 9' · Roma 65' · Botti 76' |

| Busan I'cons                         | 2 – 1 | Suwon Samsung Bluewings |
| ------------------------------------ | ----- | ----------------------- |
| Lee Jung-Hyo 16' · Han Jae-Woong 41' |       | Yoon Hwa-Pyung 43'      |

| JEI Education FC | 1 – 3 | Gimpo Hallelujah                                     |
| ---------------- | ----- | ---------------------------------------------------- |
| Gong Jae-Sub 3'  |       | Yoon Ha-Ro 2' · Kim Cheol-Min 46' · Sung Ho-Sang 75' |

| Incheon Korea National Railroad | 2 – 5 | Ulsan Hyundai Horangi                                                             |
| ------------------------------- | ----- | --------------------------------------------------------------------------------- |
| Lee Gwang-Jin 66', 80'          |       | Park Jin-Seop 13' · Kim Jin-Yong 22', 46' · Choi Sung-Kuk 51' · Jang Sang-Won 86' |

| Goyang KB Kookmin Bank | 0 – 2 | Chunnam Dragons                        |
| ---------------------- | ----- | -------------------------------------- |
|                        |       | Mota 56' (ph.đ.) · Ju Kwang-Youn 90+1' |

| Daejeon Citizen                             | 2 – 0 | Suwon City |
| ------------------------------------------- | ----- | ---------- |
| Jang Chul-Woo 47' (ph.đ.) · Gong O-Kyun 72' |       |            |

| Gwangju Sangmu                                              | 3 – 2 | FC Seoul                             |
| ----------------------------------------------------------- | ----- | ------------------------------------ |
| Kim Seung-Hyun 18' · Park Jung-Hwan 27' · Park Yoon-Hwa 28' |       | Wang Jung-Hyun 4' · Jung Jo-Gook 62' |

| Đại học Dongeui         | 1 – 2 (h.p) | Bucheon SK                   |
| ----------------------- | ----------- | ---------------------------- |
| Seo Ju-Hong 66' (ph.đ.) |             | Cho Hyun-Doo 20' · Boris 92' |

#### Tứ kết
| Jeonbuk Hyundai Motors                                                                                    | 2 – 2 (h.p) | Busan I'cons |
| --- | ----------- | --- |
| Roma 85' · Jung Jong-Kwan 89'                                                                             |             | Do Hwa-Sung 5' · Park Choong-Kyun 52'                                                                                      |
| Loạt sút luân lưu                                                                                         |             | |
| Roma · Chu Woon-Ki · Botti · Jung Jong-Kwan · Paulo Rink · Kim Hyun-Soo · Choi Jin-Cheul · Yoon Jung-Hwan | 5 – 6       | Park Choong-Kyun · Bae Hyo-Sung · Do Hwa-Sung · Kim Tae-Min · Ahn Hyo-Yeon · Kim Jae-Young · Lee Jung-Hyo · Shin Young-Rok |

| Gimpo Hallelujah | 0 – 5 | Ulsan Hyundai Horangi                                                           |
| ---------------- | ----- | ------------------------------------------------------------------------------- |
|                  |       | Choi Sung-Kuk 16' · Yoo Kyung-Ryul 18' · Lee Jin-Ho 31', 52' · Kim Jin-Yong 58' |

| Chunnam Dragons | 0 – 1 (h.p) | Daejeon Citizen      |
| --------------- | ----------- | -------------------- |
|                 |             | Luciano Valente 119' |

| Gwangju Sangmu | 0 – 2 | Bucheon SK                           |
| -------------- | ----- | ------------------------------------ |
|                |       | Kim Ki-Hyung 26' · Choi Chul-Woo 46' |

#### Bán kết
| Busan I'cons                                    | 5 – 1 | Ulsan Hyundai Horangi |
| ----------------------------------------------- | ----- | --------------------- |
| Ahn Hyo-Yeon 43', 83', 87', 90+2' · Adriano 74' |       | Choi Sung-Kuk 66'     |

| Daejeon Citizen                                                   | 0 – 0 | Bucheon SK                                                                 |
| ----------------------------------------------------------------- | ----- | -------------------------------------------------------------------------- |
|                                                                   |       |                                                                            |
| Loạt sút luân lưu                                                 |       |                                                                            |
| Jang Chul-Woo · Kang Jung-Hoon · Luciano Valente · Lee Chang-Yeob | 2 – 4 | Cho Hyun-Doo · Kim Han-Yoon · Choi Chul-Woo · Byun Jae-Seob · Yoon Yong-Gu |

#### Chung kết
| Bucheon SK                                                         | 1 – 1 | Busan I'cons                                                                     |
| ------------------------------------------------------------------ | ----- | -------------------------------------------------------------------------------- |
| Byun Jae-Sub 6'                                                    |       | Adriano Bizerra Melo 5'                                                          |
| Loạt sút luân lưu                                                  |       |                                                                                  |
| Cho Hyun-Doo · Kim Han-Yoon · Yoon Yong-Goo · Boris · Kim Ki-Hyung | 3 – 4 | Adriano Bizerra Melo · Bae Hyo-Sung · Do Hwa-Sung · Park Sang-Sin · Yoon Hee-Jun |

| Cúp FA Hàn Quốc Đội vô địch 2004 |
| -------------------------------- |
| Busan I'cons Danh hiệu đầu tiên  |

## Giải thưởng
- Cầu thủ xuất sắc nhất giải đấu: Kim Yong-Dae (Busan I'cons)
- Vua phá lưới (5 bàn)
  - Wang Jung-Hyun (FC Seoul)
  - Jung Jo-Gook (FC Seoul)